# ملكة الدار محمد عبد الله
ملكة الدار محمد عبد الله (1920-17 نوفمبر 1969)، روائية وقاصة سودانية، وهي أول قاصة وروائية من السودان. كانت أحد الأعضاء المؤسسين لجمعية الأبيض الخيرية النسائية، وهي عضو في الاتحاد النسائي وناشطة في مؤسسات وهيئات العمل النسوي.

## حياتها
ولدت ملكة الدار في مدينة الأبيض، إقليم كردفان- الواقع غرب السودان سنة 1920، وهناك تلقت تعليمها في خلوة الشيخ إسماعيل الولي بالأبيض ثم التحقت بكلية المعلمات بأمدرمان لمدة سنتين لتعمل بعد تخرجها في عام 1934م بمجال التدريس. تعلمت اللغة الإنجليزية بمجهودها الخاص، وذلك بالمراسلة وبتبادل تعليم اللغة مع بعض المعلمات الإنجليزيات في السودان آنذاك.عملت معلمة في كثير من مناطق السودان، في كسلا وفي سنجة وفي الدلنج ثم في مدرسة أمدرمان الوسطى.و في عام 1960م عينت مفتشة للتعليم في كردفان.
بدأت حياتها الأدبية بكتابة القصة القصيرة، واستطاعت من خلال كتاباتها أن تسلط الضوء على مختلف المشاكل التي تعاني منها المرأة السودانية في بيئة ريفية صميمة تعتبر تعبير المرأة عن المشاعر أمراً محظوراً. إلى جانب عملها كانت لها مشاركات مهمة وكانت ناشطة في مؤسسات وهيئات العمل النسوي.
ساهمت ملكة الدار بمجهود كبير في حملات التوعية العادات والممارسات السيئة في المجتمع السوداني مثل الخفاض الفرعوني والشلوخ وغيرها .مبصّرة الناس باضرارها ونتائجها الكارثية ،فاكتسبت لقاء ذلك أرضية صلبة ومؤيدون كُثر،وخاصة إنها كانت تخاطب الناس بلغة سهلة مفهومة دون إستعلاء او صفوية فكان أن ساهمت بشكل أو آخر في خلق الوعي بين النساء ذلك الزمان ، وأقامت ندوات في كثير من أقاليم السودان. وكانت آخر وظيفة لها هي وظيفة مفتش مدني بتعليم الخرطوم. وتُعتبر ملكة الدار واحدة من أهم كُتّاب القصة القصيرة السودانية وقد نشرت لها قصص كثيرة في الصحف والمجلات المحلية والعربية.
اجادت الكتابة على الآلة الكاتبة. والعزف على البيانو وعلى الصفارة. كما انها كانت تحب الغناء وتجيد تلحين الأناشيد كما تجيد الشعر. تحب قراءة القصص والأدب العربي بصفة عامة.
إن موهبة ملكة الدار لم تكُن يوماً موضع شك فقد اثنى عليها اساتذه أجلاء أمثال الراحلين محمد عبدالقادر كرف ومصطفي شرف وأمنوا علي امتلاكها ناصية اللغة وعلي إمكانياتها الفنية في الحبكة الروائية . اضافة الي أسلوبها الشيق في السرد وايراد الصور الفنية المحكمة.

## الإنجازات والمؤلفات
•  في حقبة الاربعينات بدأت تتكشف موهبة ملكة الدار في الكتابة الادبية خاصة في مجال القصة القصيرة كنّتاج طبيعي لاهتمامها وشغفها بالادب وقراءة القصص والادب العربي بشكل عام، لتكون لها الريادة في هذا المجال كأول قاصه سودانية.
- رائدة الرواية السودانية عن طريق عملها الروائي «الفراغ العريض» التي كتبتها في النصف الأول من الخمسينات ولم تطبع الرواية الا أوائل السبعينات أخرجها المجلس القومي للآداب والفنون آنذاك ولكنها رحلت قبل أن ترى عملها الأدبي الكبير يطبع في كتاب. رواية الفراغ العريض استوفت كل الشروط والمعايير التي تجعل منها رواية كاملة ومع أن الرواية صورت فيها كاتبتنا الراحلة حياة المرأة السودانية المتعلمة وغير المتعلمة والتحولات التي حدثت في المجتمع السوداني بعد الحرب العالمية الثانية. الفراغ العريض رواية تغوص في المجتمع متناولة مناخ القمع الذكوري علي الأنثى في سياق لوصف تفاصيل البيت السوداني بكافة زواياه وأنهماك المرأة طوال الوقت في الواجبات المنزلية. فهي عبارة عن سيرة ذاتية للكاتبة تسرد كل ما تعرضت له من خلال البطلة منى وولكن فيسرد يأخذ شكل الحميمية الشديدة ومما جعل البطلة نموذجا للمرأة السودانية.
- من أشهر أعمالها القصصية «حكيم القرية» و«المجنونة» و«متى تعودين» وفي هذه القصص جميعها يظهر اهتمام الكاتبة بأوضاع المرأة السودانية وهمومها المعيشية والعاطفية وخاصة في بيئة ريفية صميمة لاتسمح لها كثيرا التصريح بمشاعرها كإنسان.
- فقد فازت قصة حكيم القرية بجائزة مسابقة الاذاعة السودانية القصة القصيرة عام 1947 ،فهي قصة تنقل في سرد شيق صراع الثنائيات العلم والحرافة والخير والشر والنهاية التي ينبغي أن تكون أي انتصار العلم والخير. بينما تفوز قصتها الثالثة بالمرتبة الثانية في مسابقة ركن السودان من القاهرة في وقت لاحق.
- في رواية الفراغ العريض لملكة الدار محمد نجد الحديث عن الجنس في إشارات عامة وغامضة وهذا متوقع في مجتمع يقوم عل التقسيم النوعي وتسود فيه السلطة الذكورية وهو مجتمع مدينة ام درمان قبل نيل الاستقلال، والكاتبة تتحرّج جداً في استعمال عبارات الغزل والهيام ناهيك عن عن عبارات الجنس. فهي تصف لقاء والد منى بأمها بعد غياب تسع سنوات في أول ليلة لهما تقول: «وفي هدأة الليل التقى الزوجان. إن الرجل لا يزال يكن لزوجته ذلك ذلك الحب ويغدق عليها الفيض الكثير من الحنان والتقدير».
- لقد كان إيمان ملكة الدار بالأداب كقضية إيماناً عميقاً بحيث انها ظلت وفية لخدمته في كل مِحفل وقد قادها حبها للأدب الي ارتياد الندوات الادبية التي اسسها الراجل عبدالله حامد الامين .وهي الندوات التي كان يرتادها  النخبة من الادباء والشعراء في ذلك الزمان ،حيث كانت محل الاحترام والتبجيل من الجميع . وهنا صورة تقريبية رسمتها إحدي تلاميذها للمعلمة ملكة الدار ،تقول بدور عبدالمنعم :«ورغماً عني يقفز الي الخاطر وجة داكن السمرة تطل منه عينان ما أن تنظر إليهما برهة حتي يعتريك احساس غريب هو مزيج من الشفافية ورهافة الحس والطمأنينة ،وانها المعلمة الاولي -ملكة الدار محمد ،التي ارضعتني ورفيقاتي عشق اللغة العربية شعراً ونثراً»

## جوائز
- فازت بالجائزة الأولى في مسابقة الإذاعة السودانية للقصة القصيرة سنة 1947.[2]
- فازت قصتها «متى تعودين» بالجائزة الثانية في مسابقة القصة القصيرة التي نظمتها اذاعة ركن السودان بالقاهرة عام 1968م.[2]

## قراءة إضافية
- كتاب بحوث في الرواية السودانية الصادر عن مركز عبد الكريم ميرغني الثقافي عن تجميع الاواراق العلمية لجائزة الطيب صالح في الفترة من 2003 - 2008م، تقديم الدكتور مصطفى الصاوي وتحرير أحمد عبد المكرم
- ورقة علمية بعنوان المسكوت عنه في السرديات السودانية للبروفيسور محمد المهدي بشرى
- مقالة لاسامة الخواض: عن الخصائص الثقافية في غبرداع الطيب صالح.